# U-17-Fußball-Südamerikameisterschaft der Frauen 2013
Die U-17-Fußball-Südamerikameisterschaft der Frauen 2013 fand vom 12. bis zum 29. September 2013 statt. Es war die vierte Ausgabe des Turniers.
Der Turniersieger sowie die Zweit- und Drittplatzierten qualifizierten sich für die U-17-Weltmeisterschaft 2014 in Costa Rica. Aus der Veranstaltung ging die U-17 Venezuelas zum ersten Mal als Sieger hervor. Torschützenkönigin des Turniers war mit acht erzielten Treffern die Venezolanerin Gabriela García.

## Spielorte
Die Partien der U-17-Südamerikameisterschaft fanden in zwei Stadien statt.
- Estadio Feliciano Cáceres – Luque – 27.000 Plätze
- Estadio Emiliano Ghezzi – Asunción – 6.000 Plätze

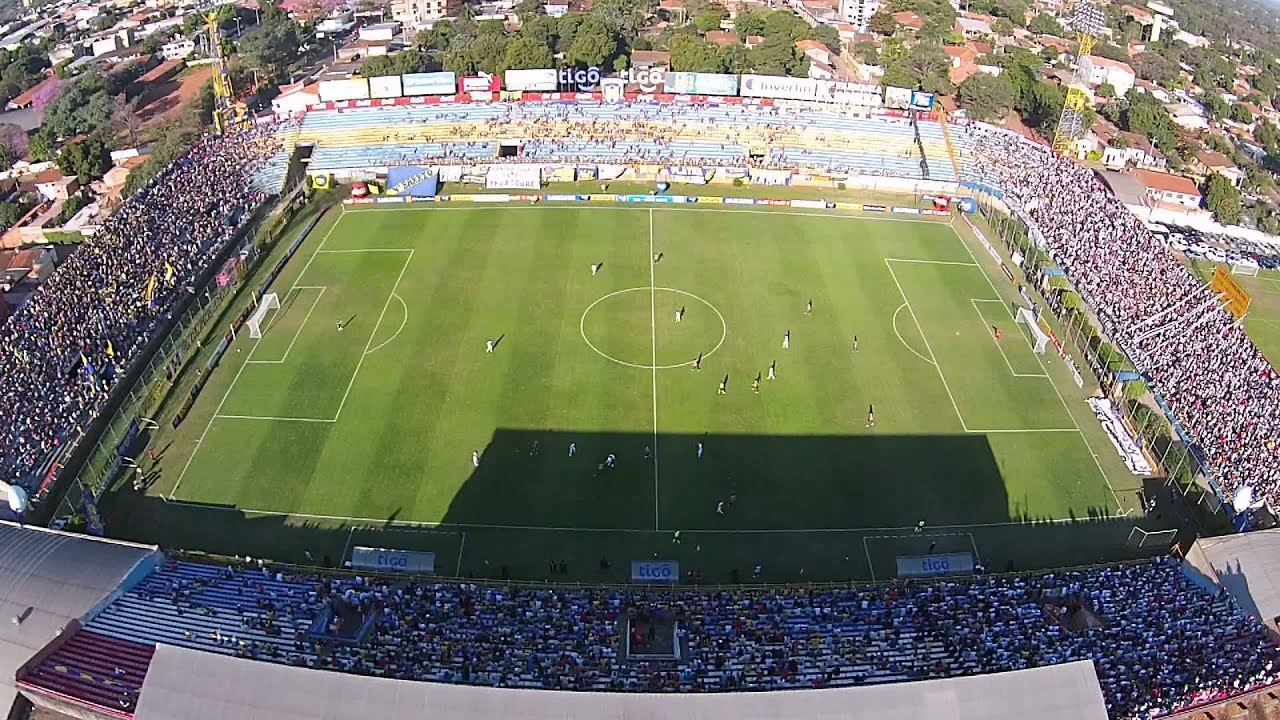
Estadio Feliciano Cáceres

## Modus
Gespielt wurde eine Vorrunde in zwei Fünfer-Gruppen. Die anschließende Finalphase mit den zwei gruppenbesten Mannschaften wurde im Gruppenmodus ausgetragen.
Es nahmen am Turnier die Nationalmannschaften Argentiniens, Boliviens, Brasiliens, Chiles, Ecuadors, Kolumbiens, Paraguays, Perus, Uruguays und Venezuelas teil.

## Vorrunde

### Gruppe A
| Pl.                             | Land        | Sp. | S | U | N | Tore    | Diff. | Punkte |
| ------------------------------- | ----------- | --- | - | - | - | ------- | ----- | ------ |
| 1.                              | Paraguay    | 4   | 4 | 0 | 0 | 013:100 | +12   | 12     |
| 2.                              | Chile       | 4   | 2 | 1 | 1 | 006:300 | +3    | 07     |
| 3.                              | Bolivien    | 4   | 1 | 1 | 2 | 002:700 | −5    | 04     |
| 4.                              | Argentinien | 4   | 0 | 3 | 1 | 004:600 | −2    | 03     |
| 5.                              | Peru        | 4   | 0 | 1 | 3 | 002:100 | −8    | 01     |
| Qualifiziert für die Finalrunde |             |     |   |   |   |         |       |        |

|                         |   |             |           |
| 12.9. in Estadio Ghezzi |   |             |           |
| Argentinien             | – | Chile       | 1:1 (0:1) |
| Paraguay                | – | Peru        | 6:0 (4:0) |
| 14.9. in Estadio Ghezzi |   |             |           |
| Peru                    | – | Bolivien    | 0:1 (0:0) |
| Paraguay                | – | Argentinien | 3:1 (0:1) |
| 16.9. in Estadio Ghezzi |   |             |           |
| Peru                    | – | Chile       | 1:2 (1:1) |
| Paraguay                | – | Bolivien    | 3:0 (0:0) |
| 18.9. in Estadio Ghezzi |   |             |           |
| Chile                   | – | Bolivien    | 3:0 (2:0) |
| Argentinien             | – | Peru        | 1:1 (0:0) |
| 20.9. in Estadio Ghezzi |   |             |           |
| Argentinien             | – | Bolivien    | 1:1 (1:1) |
| Paraguay                | – | Chile       | 1:0 (0:0) |

### Gruppe B
| Pl.                             | Land      | Sp. | S | U | N | Tore    | Diff. | Punkte |
| ------------------------------- | --------- | --- | - | - | - | ------- | ----- | ------ |
| 1.                              | Venezuela | 4   | 3 | 1 | 0 | 012:400 | +8    | 10     |
| 2.                              | Kolumbien | 4   | 3 | 0 | 1 | 008:400 | +4    | 09     |
| 3.                              | Brasilien | 4   | 2 | 1 | 1 | 007:400 | +3    | 07     |
| 4.                              | Ecuador   | 4   | 0 | 1 | 3 | 003:100 | −7    | 01     |
| 5.                              | Uruguay   | 4   | 0 | 1 | 3 | 004:120 | −8    | 01     |
| Qualifiziert für die Finalrunde |           |     |   |   |   |         |       |        |

|                          |   |           |           |
| 13.9. in Estadio Cáceres |   |           |           |
| Uruguay                  | – | Ecuador   | 1:1 (0:0) |
| Brasilien                | – | Kolumbien | 0:1 (0:0) |
| 15.9. in Estadio Cáceres |   |           |           |
| Brasilien                | – | Uruguay   | 4:2 (1:1) |
| Kolumbien                | – | Venezuela | 1:3 (1:2) |
| 17.9. in Estadio Cáceres |   |           |           |
| Kolumbien                | – | Ecuador   | 2:0 (0:0) |
| Brasilien                | – | Venezuela | 1:1 (0:1) |
| 19.9. in Estadio Cáceres |   |           |           |
| Ecuador                  | – | Venezuela | 2:5 (0:2) |
| Uruguay                  | – | Kolumbien | 1:4 (0:1) |
| 21.9. in Estadio Cáceres |   |           |           |
| Uruguay                  | – | Venezuela | 0:3 (0:1) |
| Brasilien                | – | Ecuador   | 2:0 (1:0) |

## Finalrunde
| Pl.                                                                                            | Land      | Sp. | S | U | N | Tore    | Diff. | Punkte |
| ---------------------------------------------------------------------------------------------- | --------- | --- | - | - | - | ------- | ----- | ------ |
| 1.                                                                                             | Venezuela | 3   | 3 | 0 | 0 | 012:300 | +9    | 09     |
| 2.                                                                                             | Kolumbien | 3   | 1 | 1 | 1 | 004:300 | +1    | 04     |
| 3.                                                                                             | Paraguay  | 3   | 1 | 1 | 1 | 004:900 | −5    | 04     |
| 4.                                                                                             | Chile     | 3   | 0 | 0 | 3 | 002:700 | −5    | 0      |
| U-17-Südamerikameister und qualifiziert für die U-17-WM 2014 Qualifiziert für die U-17-WM 2014 |           |     |   |   |   |         |       |        |

|                         |   |           |           |
| 23.9. in Estadio Ghezzi |   |           |           |
| Venezuela               | – | Chile     | 3:1 (1:1) |
| Paraguay                | – | Kolumbien | 1:1 (1:0) |
| 26.9. in Estadio Ghezzi |   |           |           |
| Venezuela               | – | Kolumbien | 2:1 (0:1) |
| Paraguay                | – | Chile     | 2:1 (0:1) |
| 29.9. in Estadio Ghezzi |   |           |           |
| Chile                   | – | Kolumbien | 0:2 (0:1) |
| Paraguay                | – | Venezuela | 1:7 (0:3) |

## Schiedsrichterinnen
- Laura Fortunato
- Sirley Cornejo
- Regildenia Moura
- Jacqueline Vargas
- Susana Corella
- Yeimi Martinez
- Olga Miranda
- Melany Bermejo
- Alejandra Trucidos
- Yercinia Correa